# 山西等處承宣布政使司
山西等處承宣布政使司，简称山西布政司，是明清时期在黄土高原东部的一级行政区名，下辖6府3直隶州17散州79县。布政使司衙门驻太原府。

## 沿革
山西布政使司在元朝直属中书省。
洪武元年（1368年）晋宁路改置为平阳府，同年末（1369年）冀宁路改置为太原府；二年（1369年）大同路改置为大同府，潞州、泽州、沁州、辽州分别升为潞州直隶州、泽州直隶州、沁州直隶州、辽州直隶州；同年山西行中书省成立，治所为太原府，辖太原府、平阳府、大同府、辽州直隶州、沁州直隶州、泽州直隶州、潞州直隶州；九年（1376年）汾州升为汾州直隶州；同年山西行省改置为山西承宣布政使司；嘉靖八年（1529年）潞州直隶州升为潞安府；万历二十三年（1595年）汾州直隶州升为汾州府；清雍正六年（1728年）泽州直隶州升泽州府。

## 辖区

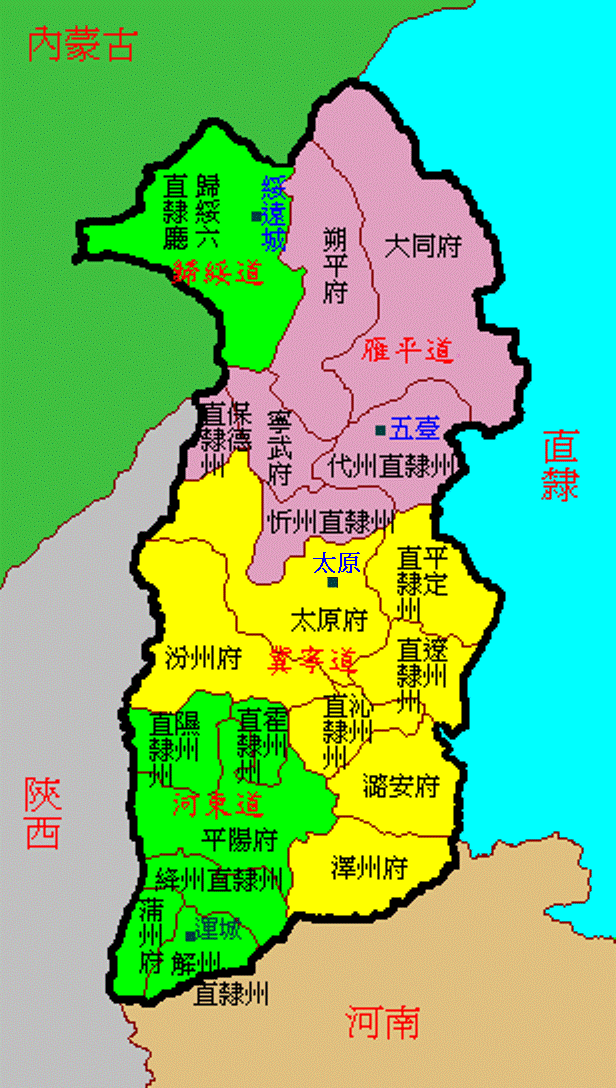

### 太原府
元朝太原府为冀宁路。洪武元年末（1369年）冀宁路被改置为太原府，二年（1369年）太原府属行省。府署驻阳曲县。
府直属县：阳曲县、太原县、榆次县、太谷县、祁县、徐沟县、清源县、交城县、文水县、寿阳县、盂县、静乐县、河曲县
散州
- 平定州

州属县：乐平县
- 忻州

洪武元年（1368年）忻州署所驻县秀容县被撤销并入州。
州属县：定襄县
- 代州

元朝代州无倚郭。洪武二年（1369年）代州被降为代县，仍属太原府，八年（1375年）复被升为代州。
州属县：五台县、繁峙县、崞县
- 岢岚州

元朝岢岚州被并入岚州。洪武七年（1374年）岢岚县被设置，来属太原府，八年（1375年）复被升为岢岚州。
州属县：岚县、兴县
- 保德州

元朝保德州无倚郭。洪武七年（1374年）保德州被降为保德县，仍属太原府，八年（1375年）改属岢岚州，九年（1376年）复被升为保德州，复改属太原府。

### 平阳府
元朝平阳府为晋宁路。洪武元年（1368年）晋宁路被改置为平阳府，二年（1369年）属行省。府署驻临汾县。
府直属县：临汾县、襄陵县、洪洞县、浮山县、赵城县、太平县、岳阳县、曲沃县、翼城县、汾西县、蒲县、灵石县
散州
- 蒲州

元朝蒲州为河中府。洪武二年（1369年）河中府被降为蒲州，并且州署所驻县河东县被撤销并入州。
州属县：临晋县、荣河县、猗氏县、万泉县、河津县
- 解州

洪武元年（1368年）解州署所驻县解县被撤销并入州。
州属县：安邑县、夏县、闻喜县、平陆县、芮城县
- 绛州

洪武元年（1368年）绛州署所驻县正平县被撤销并入州。
州属县：稷山县、绛县、垣曲县
- 霍州

洪武元年（1368年）霍州署所驻县霍邑县被撤销并入州。
- 吉州

州属县：乡宁县
- 隰州

洪武二年（1369年）隰州署所驻县隰川县被撤销并入州。
州属县：大宁县、永和县

### 汾州府
元朝汾州府为汾州，属冀宁路。洪武九年（1376年）汾州被升为直隶州，属布政司；万历二十三年（1595年）被升为汾州府。府署驻汾阳县。
府直属县：汾阳县、孝义县、平遥县、介休县、石楼县、临县
散州
- 永宁州[2]

元朝永宁州为石州，属冀宁路。洪武三年（1370年）石州署所驻县离石县被撤销并入州，隆庆二年（1568年）石州被更名为永宁州，万历二十三年（1595年）改属汾州府。
州属县：宁乡县

### 潞安府
元朝潞安府为潞州，属晋宁路。洪武二年（1369年）潞州被升为直隶州，属行省；嘉靖八年（1529年）被升为潞安府。府署驻长治县。
府直属县：长治县、长子县、屯留县、襄垣县、潞城县、壶关县、黎城县、平顺县

### 大同府
元朝大同府为大同路。洪武二年（1368年）大同路被改置为大同府，属行省。府署驻大同县。
府直属县：大同县、怀仁县
散州
- 浑源州
- 应州

洪武二年（1369年）金城县入州。
州属县：山阴县
- 朔州

洪武二年（1369年）朔州署所驻县鄯阳县被撤销并入州。
州属县：马邑县
- 武州

元朝武州无倚郭。洪武元年（1368年）武州被并入朔州。
- 蔚州

元朝蔚州为蔚昌府，属上都路。洪武二年（1369年）蔚昌府被复降为蔚州，改属顺宁府，四年（1371年）改属大同府，州署所驻县灵仙县被撤销并入州。
州属县：广灵县、广昌县、灵丘县、定安县

### 泽州府
元朝泽州府为泽州司侯司，属晋宁路。洪武二年（1369年）泽州被升为直隶州，属行省，清雍正六年（1728年），升为泽州府，府署驻凤台县
府直属县：凤台县、高平县、阳城县、陵川县、沁水县

### 沁州直隸州
元朝沁州属晋宁路。洪武二年（1369年）沁州被升为直隶州，属行省，并州署所驻县铜鞮县被撤销并入州，万历二十三年（1595年）被降为散州，改属汾州府，三十二年（1604年）被复升为直隶州，属布政司。
州属县：沁源县、武乡县

### 遼州直隸州
元朝辽州属晋宁路。洪武二年（1369年）辽州被升为直隶州，属行省，并州署所驻县辽山县被撤销并入州。
州属县：榆社县、和顺县

### 豐州直隸州
元朝丰州属大同路。洪武年间丰州被废，宣德元年（1426年）丰州被再次设置，正统十四年（1449年）被再次废。
州属县：云内县